# ボグダン・スタシンスキー
ボグダン・ニコラーエヴィチ・スタシンスキー（ロシア語: Богдан Николаевич Сташинский、ウクライナ語: Богда́н Микола́йович Сташи́нський、ボフダン・ムィコラーヨヴィチ・スタシンシキー、1931年11月4日 - ?）は、KGBの元諜報部員、暗殺者。1950年代後半にウクライナの民族主義者レフ・レベトとステパーン・バンデーラを暗殺し、1961年西ベルリンに亡命した。

## 生い立ち
リヴィウ近郊の小さな村に生まれる。1948年に中等教育を終え、教師になるためにリヴィウ教育大に通った。スタシンスキー家は反ソビエトのウクライナ蜂起軍（UPA）の支援者で、スタシンスキーの姉3人が組織のメンバーであった。
1950年、村からリヴィウに向かう公共交通機関の切符を所持していなかったとして逮捕される。その後、内通者となることを条件に釈放されたスタシンスキーは、姉のつてでUPAに潜り込み、KGBに情報を流した。
1953年、キエフに送られてスパイ活動の訓練を受けた。1954年に「ヨーゼフ・レーマン（Josef Lehmann）」という偽名を与えられて東ドイツに送られ、ドイツ人としての知識を習得した。1956年には経歴づくりのためミュンヘンを度々訪れた。

## 暗殺
暗殺の指示は、モスクワのKGB本部から直接を受け取った。当時のソ連国家保安委員会（KGB）議長はアレクサンドル・シェレーピンであり、KGBはソビエト連邦閣僚会議の附属機関であることから、暗殺は閣僚会議議長ニキータ・フルシチョフの知るところでもあり、またその承認を得たものであった。
1957年、KGBは25歳のスタシンスキーにシアン化合物（青酸化合物）のカプセルを破裂させその毒を噴出するスプレー銃の訓練を施した。毒は心停止を誘発するように調整され、犠牲者がまるで心臓発作で死去したようにみせるものであった。なおスタシンスキーには暗殺直前に服用する解毒剤も渡されていた。スタシンスキーはこの銃で1957年にレフ・レベトを暗殺した。1959年10月15日には同種の改良型銃を使い、ミュンヘンでステパーン・バンデーラを暗殺した。
この功績でスタシンスキーは赤旗勲章を受章し、シェレーピンから最後の任務としてバンデラの腹心の部下ヤロスラフ・ステツコの暗殺を命じられた。バンデラと同じくミュンヘンにいたステツコは反ソビエトであるウクライナ・ファシストのリーダーで、反ボリシェビキ国家連合（Anti-Bolshevik Bloc of Nations、ABN）のトップでもあった。ステツコ暗殺は1960年の予定されていたが、何らかの理由により実行に移されることはなかった。

## 亡命
1957年、スタシンスキーはインゲ・ポールという東ドイツ女性と出会い、恋に落ちた。最初スタシンスキーの上司は、外国人女性との結婚は認められないと言い放ったが、スタシンスキーはこれに抵抗した。次にKGBは、結婚の条件としてインゲ・ポールがソ連市民となりKGBのエージェントとなることを求めた。スタシンスキーは納得こそしなかったが、これがインゲと結婚する唯一の道であることは理解していた。結婚後、KGBは二人が住むモスクワのアパートに盗聴器を仕掛け二人が反ソビエト感情を吐露するのを盗聴した。KGBは亡命のおそれがあるとして夫妻が一緒に国外へ旅行することを禁じた。そして実際、二人は亡命を計画していた。
1961年、インゲは出産のため東ベルリンに里帰りしたが、スタシンスキーは妻と生まれた息子のもとを訪れることを許されなかった。8月、生後4か月の息子ペーターが、突如高熱を発し死亡した。この悲劇にはKGBも折れ、スタシンスキーが赤ん坊の葬儀に参列するために東ベルリンへ渡航することを許可した。このときスタシンスキーは、KGBの命令を無視し、「ヨーゼフ・レーマン」のIDカードとKGB諜報員としての自分の身元を証明できる書類を持って東ドイツへ向かった。1961年8月13日、息子の葬儀の数時間前、スタシンスキーは妻インゲと共にダルゴウ（Dallgow）にあるインゲの両親の家から歩いてファルケンゼー（Falkensee）へ向かった。ダルゴウ駅で待ち伏せしていたであろうKGB諜報員を撒くためである。ファルケンゼーからタクシーで東ベルリンへ行き、レーマンのIDを使ってチェックポイントをすり抜け、列車で西ベルリンへ到着したスタシンスキー夫妻は、西ベルリン警察署にいたアメリカ合衆国当局員に亡命を申請した。
亡命を疑ったCIA（アメリカ中央情報局）は、スタシンスキーを尋問のためフランクフルトに送った。レベトとバンデラの暗殺についても半信半疑であった。
CIAはレベトが他殺であったことも知らず、バンデラ暗殺についてもCIAの持っている情報とスタシンスキーの供述には食い違いがあった。CIAはバンデラは身近な者に殺害されたとみていて、毒入りスプレー銃で暗殺したとするスタシンスキーの話はありえないことだと考えていた。CIAはスタシンスキーについて「二重スパイとしての利用価値は無い。彼は真の亡命者ではない。そのように装っているだけである」と結論づけた。
3週間後、CIAはスタシンスキーを工作員として無価値と判断し西ドイツ当局に引き渡した。西ドイツ側は2件の暗殺について殺人容疑で捜査を開始した。当初西ドイツ警察もスタシンスキーの話を信じていなかったが、尋問を行い暗殺現場の検証を行った結果スタシンスキーの供述は真実であるとの判断に至った。
スタシンスキーの亡命後、ソビエト連邦政府は真実が明るみに出ることを回避しようとした。
1961年10月13日、ソ連は東ベルリンで記者会見を開き、その場で工作員のステファン・リッポルツ（Stefan Lippolz）が、バンデラを殺害したのはバンデラの組織の会計担当者ドミトロ・ミスキウ（Dmytro Mysiv）であると告発した。だが後に、バンデラが暗殺された時ドミトロ・ミスキウはミュンヘンではなくローマにいたことが立証されている。
1962年10月、2件の殺人容疑の判決が下され、スタシンスキーは禁固8年を言い渡された。レベト殺害の動機として、スタシンスキーは法廷で、レベトは「自身の所有する新聞、Suchasna Ukrayina (Contemporary Ukraine)、Chas (Time)、 Ukrayinska Trybuna (Ukrainian Tribune)などにおいて、日々の出来事を報道するよりもむしろイデオロギー論を展開」しており「亡命ウクライナ人たちの理論的支柱である」と聞かされていたと証言した。
西ドイツ連邦情報局長官ラインハルト・ゲーレンはスタシンスキーについて次のように語っている。
...ボグダン・スタシンスキーはドイツ生まれの妻インゲから、罪を告白して彼の良心を悩ませる重荷を下ろすよう説得されており、断固として証言を変えなかった。
調査当局は証言を信用した。彼は犯罪を起こったとおりに再構築できた。ミュンヘン中心部のスタチュス（Stachus）にある古びたビル、そこにレフ・レベトの亡命ウクライナ人向け新聞社の事務所があり、レベトはスーツケースを手にビルに入ってきた。そしてスタシンスキーは、どんな風にシアン化水素化合物の入ったカプセルがレベトの顔に当たって破裂したか、ぐらつく階段に崩れ落ちたレベトをそのままにしてどうやってその場を立ち去ったか、その様子を当局に証言した。
連邦裁判所での裁判は1962年10月8日に始まり、事件に対する世界の関心が再び高まるなか、11日後に判決が下った。裁判長はスタシンスキーの非道な上司アレクサンドル・シェレーピンがこの恐ろしい殺人事件の主犯であり、被告スタシンスキーについてはKGBからの極度の圧力があったにもかかわらず信用性の高い証言をしたことを酌量し、比較的軽い量刑とした。彼は刑期をほぼ満了し釈放された。
KGBの「魚雷」だったあの男は、今は自由の身となって世界のどこかで暮らしている。1961年の夏の日、ベルリンの間に壁が築かれるほんの数日前、彼が選択した世界のどこかで。
1966年、スタシンスキーは予定より早く仮釈放され、CIAに引き渡されたとされている。ソ連秘密組織についての歴史家ボリス・ヴォロダルスキー（Boris Volodarsky）によると、スタシンスキーは釈放後に整形外科手術を受け、スタシンスキー夫妻には新しいIDが与えられ、1984年に南アフリカに亡命し現在もそこに住んでいるとされるが、これについては疑問視する声も多く、スタシンスキー夫妻のその後の行方については明らかになっていない。2000年代のある報告書によれば、スタシンスキーはアメリカ合衆国もしくは西側諸国の某所に居住しており、妻インゲと二人で現在のウクライナにある生まれ育った村を訪れたという。

## 関連文献
- Symon Petliura, Yevhen Konovalets, Stepan Bandera -Three Leaders of Ukrainian Liberation Movement murdered by the Order of  Moscow. Ukrainian Publishers Limited. 237, Liverpool Road, London, United Kingdom. 1962. (audiobook).
- Boris Volodarsky (2009). The KGB's Poison Factory: From Lenin to Litvinenko. Frontline Books. ISBN 9781848325425 pp. 182–9
- Serhii Plokhy, The Man With the Poison Gun: A Cold War Spy Story. New York: Basic Books, 2016. ISBN 9780465035908